# Krasnopol (rejon cudnowski)
Krasnopol – wieś w rejonie cudnowskim obwodu żytomierskiego. Leży nad rzeką Kobylochą będącą dopływem rzeki Teterew. Współcześnie wieś liczy ok. 1200 mieszkańców.

## Historia
Wzmiankowane w XIV wieku jako miejsce miejsce ufortyfikowane. W XVI wieku miasteczko było dotknięte kilkukrotnie najazdami tatarskimi. Od czasów Unii Lubelskiej w 1569 roku w składzie Królestwa Polskiego. W XVIII wieku własność Sanguszków i Giżyckich. Od II Rozbioru Polski w 1793 roku w składzie Rosji. Pod rozbiorami siedziba gminy Krasnopol w powiecie żytomierskim guberni wołyńskiej. W 1831 roku podczas Powstania listopadowego pomiędzy Krasnopolem a wsią Moroczki doszło do potyczki, w której powstańcy pod dowództwem Karola Różyckiego pokonali dwie roty piechoty rosyjskie pod dowództwem Wellingtona. W 1880 roku Krasnopol kupił Wacław Mazaraki.

## Zabytki
- Park Pałacowy związany z dawnym pałacem rodziny Mazarakich herbu Newlin w stylu eklektycznym z cechami neogotyku. Centralna część pałacu była piętrowa, zaś łączniki z piętrowymi skrzydłami parterowe[5]. Okna od frontu zwieńczone ostrym łukiem. Obiekt został całkowicie zniszczony w okresie I wojny światowej.
- Kościół NMP z 1902 roku w  stylu neogotyckim, ufundowany przez Mazarakich. W czasach ZSRR w kościele mieścił się młyn i kuźnia.

## Urodzeni
- miejsce urodzenia Kłyma Poliszczuka, ukraińskiego prozaika i poety.

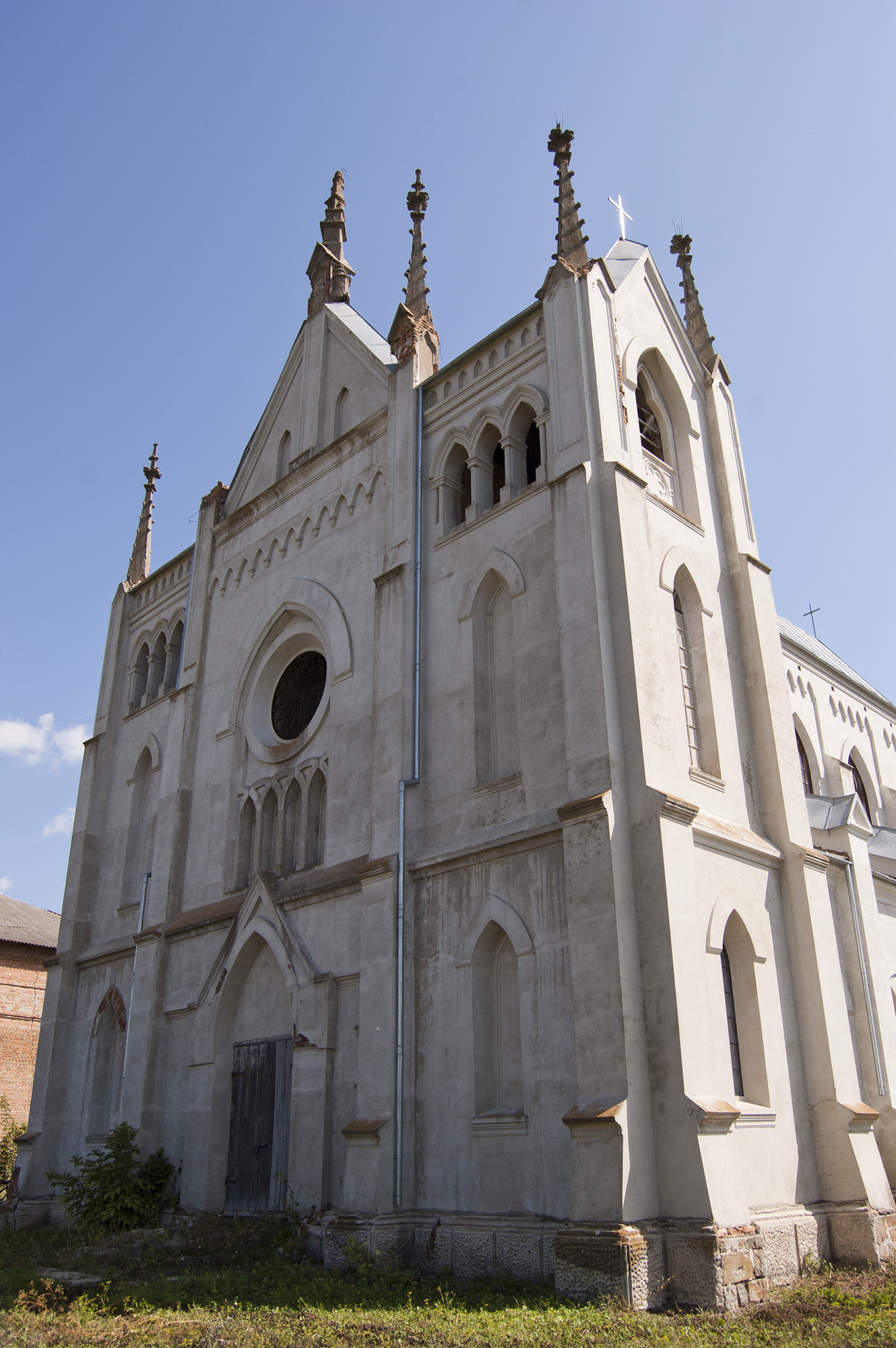
Kościół NMP w Krasnopolu
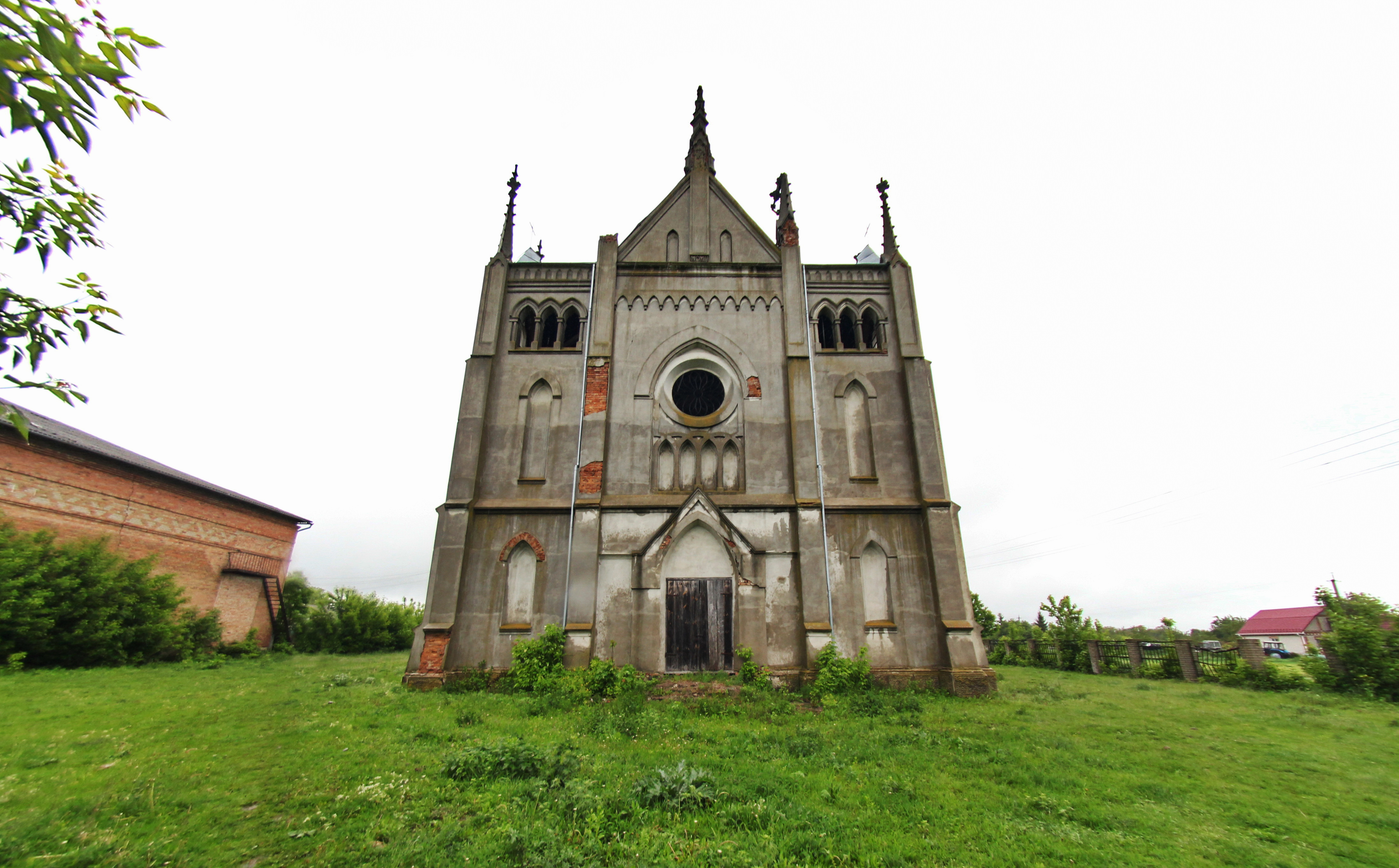
Kościół NMP w Krasnopolu
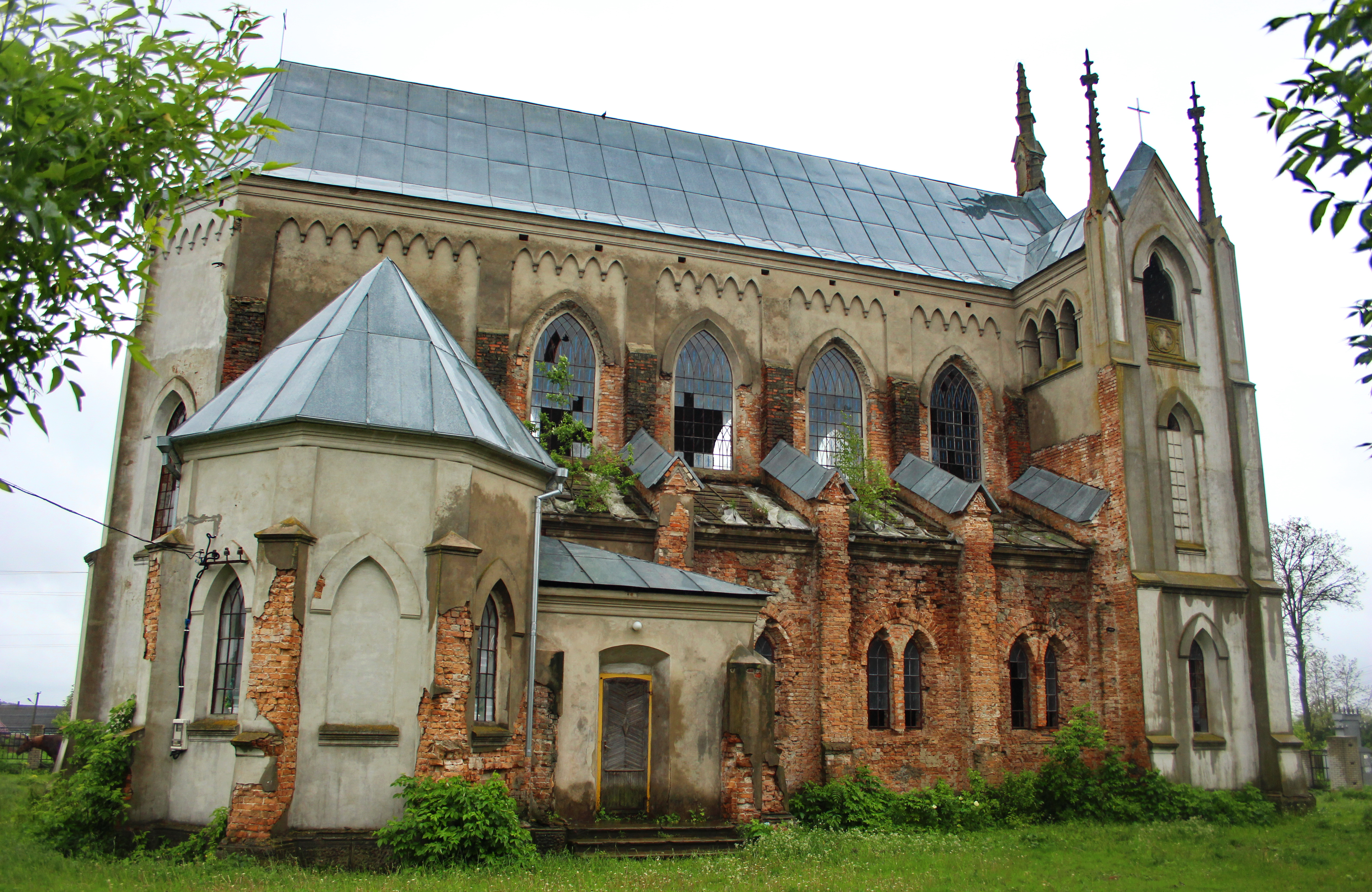
Kościół NMP w Krasnopolu
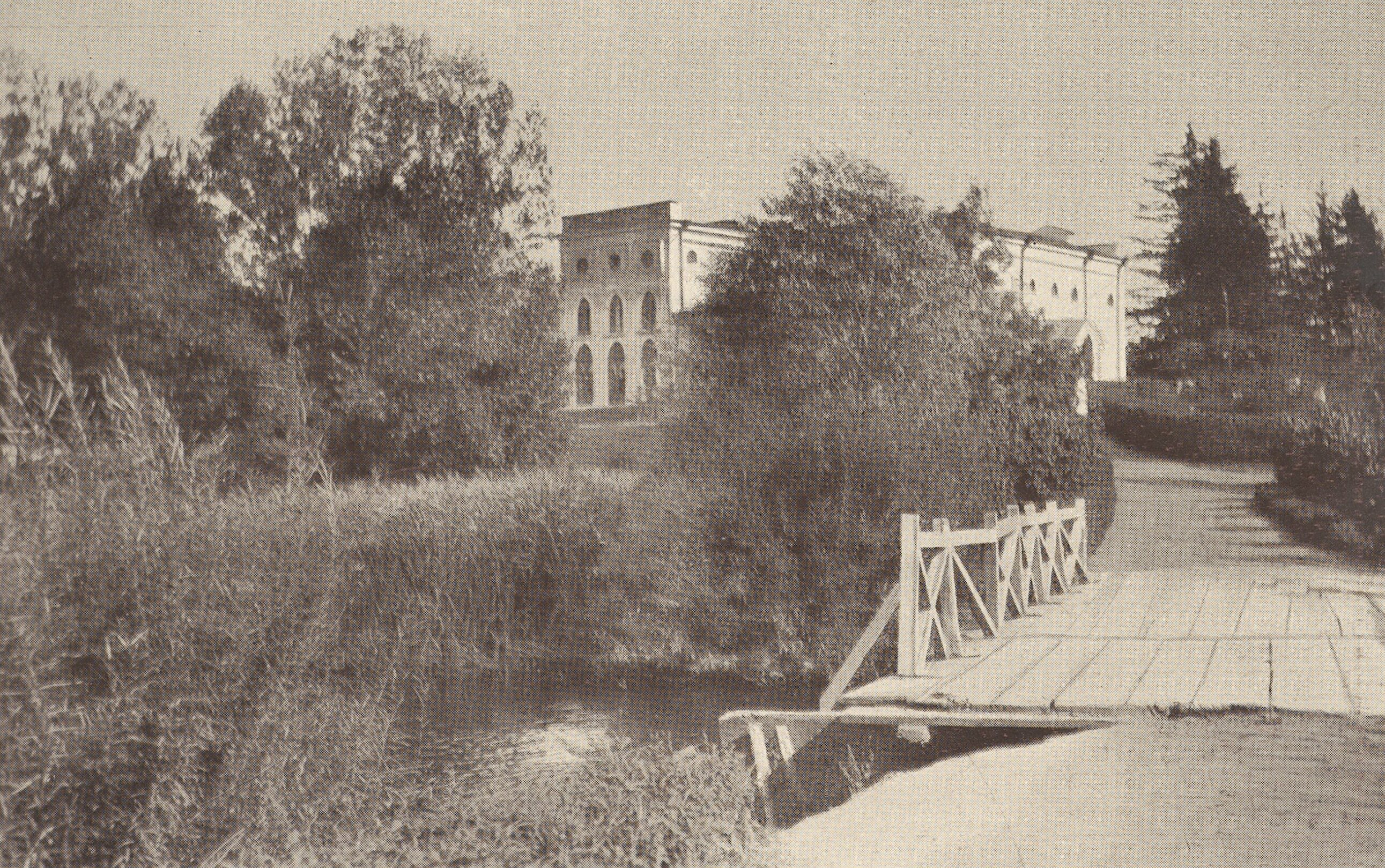
Pałac przed 1911
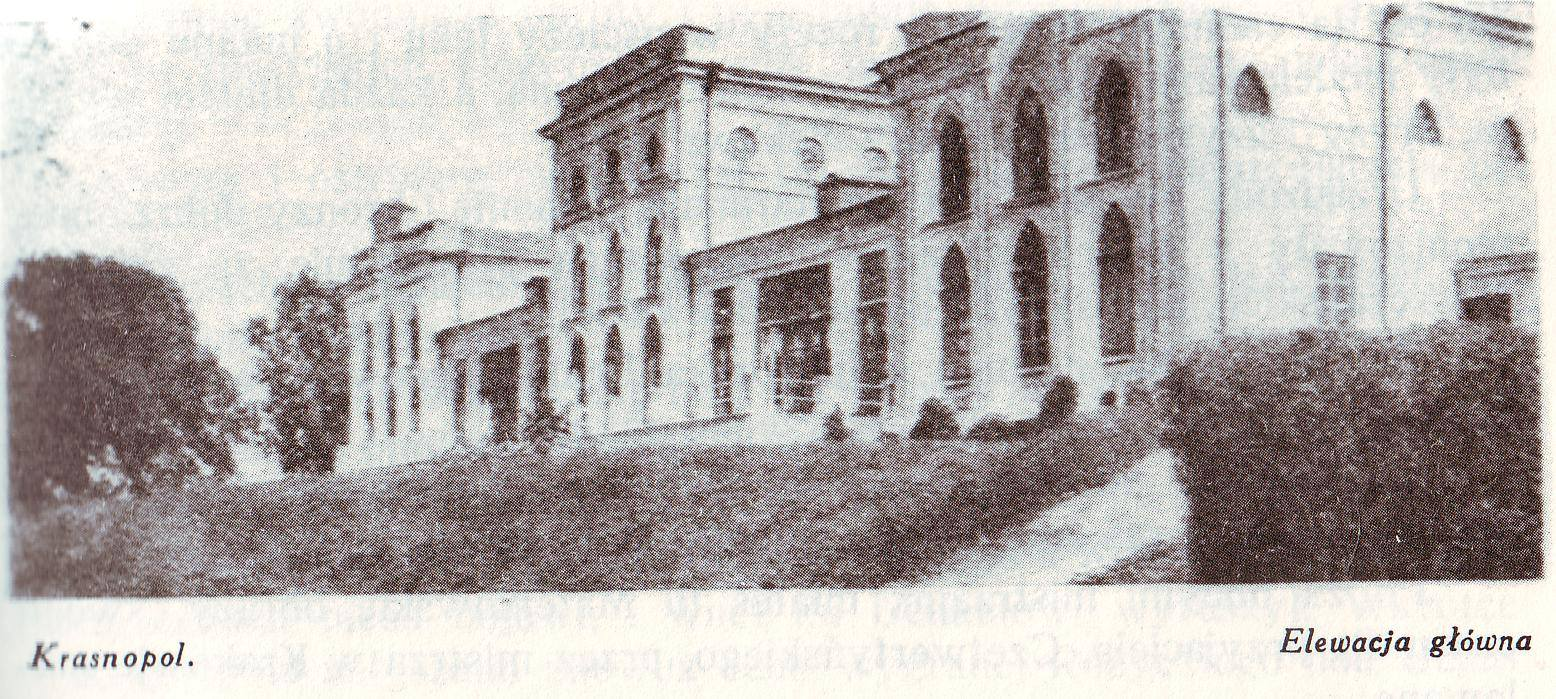
Pałac w Krasnopolu przed 1914